# Gerassim Georgijewitsch Chugajew
Gerassim „Reso“ Georgijewitsch Chugajew (russisch Герасим „Резо“ Георгиевич Хугаев; ossetisch Хуыгаты Георгийы фырт Герасим „Резо“; * 15. November 1945 in Tschassawal, Südossetisches Autonomes Gebiet, Georgische SSR, UdSSR; † 22. Oktober 2024) war ein südossetischer Politiker. Er war von 1993 bis 1994 sowie von 2001 bis 2003 Premierminister seines Landes.

## Biografie
Gerassim Chugajew wurde 1945 im heutigen Südossetien, damals noch Teil der Sowjetunion, geboren. Er studierte von 1975 bis 1981 an der philosophischen Fakultät der Lomonossow-Universität in Moskau. Chugajew ging schließlich in die Politik und wurde Mitglied des Oblastkomitees von Südossetien. Im März 1991 erklärte er, dass sich Südossetien mehr fürchte „vor georgischem Imperialismus als vor russischem. Er ist näher dran und wir spüren ihn die ganze Zeit. Die Georgier betreiben eine chauvinistisch-nationalistische Politik gegen uns.“
Als die Sowjetunion zerfiel und es zum bewaffneten Konflikt zwischen südossetischen Unabhängigkeitskämpfern und georgischen Truppen kam, führte er südossetische Einheiten an. Als Südossetien seine De-facto-Unabhängigkeit erreicht hatte, wurde Chugajew von 1993 bis 1994 Premierminister seines Landes.
Im Jahr 1996 war Chugajew stellvertretender Premierminister im Kabinett von Alexander Schawlochow. Im selben Jahr kandidierte er bei den ersten Präsidentschaftswahlen in Südossetien und belegte den zweiten Platz hinter dem Wahlsieger Ludwig Alexejewitsch Tschibirow.
Im Februar 2001 nahm Chugajew angeblich an einem Treffen mit dem Politiker Eduard Kokoity, dem intellektuellen Kopf der südossetischen Unabhängigkeitsbewegung Alan Tschotschiew und einem russischen Geheimdienstoffizier teil. Die vier vereinbarten, sich gemeinsam dafür einzusetzen, dass Ludwig Tschibirow nicht wiedergewählt werden würde. Kokoity trat zu den Präsidentschaftswahlen an und ernannte nach seinem Sieg Chugajew zum Premierminister. Vom Dezember 2001 bis zum August 2003 bekleidete Chugajew damit dann erneut dieses Amt.
Im Oktober 2006 wurde Chugajew zum Leiter des Regierungsbüros der Republik Nordossetien-Alanien ernannt. Von 2009 bis 2011 war er Bürgermeister von Zchinwali. Ab Dezember 2011 war er Vorsitzender der Öffentlichen Kammer der Republik Südossetien.